# Металопрокатний завод у Тартусі
Металопрокатний завод у Тартусі – підприємство чорної металургії Сирії, майданчик якого знаходиться у приморській провінції Тартус.
У 2000-х роках в Сирії виник цілий ряд прокатних виробництв, які займались випуском будівельної арматури. Більшість з них розташовувались у приморських провінціях, як то заводи компанії Joudco та Hmisho в Латакії або завод ASCO у Джеблі. Ще одним таким виробництвом був завод в Тартусі, який належав компанії Wahib Merei (Al Wahib Commercial Group) та став до ладу в 2004 році. Його виробнича потужність становила 200 тисяч тон арматури на рік, крім того, є відомості про її збільшення до 275 тисяч тон.